# 足柄站 (神奈川县)
足柄站（日语：／ Ashigara eki */?）是一個位於神奈川縣小田原市扇町三丁目，屬於小田急電鐵小田原線的鐵路車站。車站編號是OH 46。

## 歷史
- 1927年（昭和2年）4月1日 - 開業。為「直通」班次停靠站。
- 1945年（昭和20年）6月 - 各站停車延伸至全線，本站為各站停車停靠站。同時廢止「直通」班次。
- 1946年（昭和21年）10月1日 - 新增準急班次，為其停靠站。
- 1960年（昭和35年）3月25日 - 新增通勤準急班次，為其停靠站。
- 1964年（昭和39年）11月5日 - 廢止通勤準急。
- 1983年（昭和58年）3月22日 - 部分急行班次停靠站。
- 1984年（昭和59年）1月31日 - 貨運業務廢止。同時廢止日本專賣公社專用線。
- 2008年（平成20年）
  - 站房改建。
  - 3月15日 - 新松田以西不再有「準急」班次，因此本站不再是「準急」班次停靠站。
- 2018年（平成30年）3月17日 - 小田原至本厚木各站停車的急行列車改在新松田變更車種為各站停車，本站不再有急行停靠[2]。另外，停靠本站的列車不直通箱根登山線。

### 站名由來
站名來自於開站時當地地名「足柄下郡足柄村」，「足柄」是「箱根」的枕詞。原初預定以附近地名「多古（たこ）」命名，但因諧音不佳未採用。

## 車站構造
島式與側式結合的複合型月台2面3線的地面車站。下行線側起為1號～3號月台。
1號月台螢田方向的平房站房設有自動售票機、自動驗票閘門。月台間有天橋連結，並設有電梯。本站也是小田急最後一座保留站內平交道的車站。
包含本站在內，新松田～小田原之間的5站月台有效長度為120公尺，不停靠10輛編組的急行列車。但是本站上行副本線的有效長度達200公尺，可提供超過6輛編組的列車進行回送與試運轉。
另外，週六日小田原7:54發往相模大野與21:40發往本厚木的6輛編組急行列車不停靠本站。
2015年度，本站與螢田站、開成站、栢山站、富水站計畫設置列車資訊顯示器，同年年底在剪票口上方設置完成。

### 月台配置
| 月台 | 路線     | 方向 | 目的地                       |
| ---- | -------- | ---- | ---------------------------- |
| 1    | 小田原線 | 下行 | 小田原、箱根湯本方向         |
| 2、3 | 小田原線 | 上行 | 相模大野、新宿、千代田線方向 |

本站僅上行線設有待避設備，2號月台為主本線，3號月台為待避線，一般很少有列車在本站待避。但當箱根登山線班表異常時，若是原在小田原站特急之後發車的列車先行，會在本站進行待避等候特急通過。
站內的留置線是小田原線開業時，本站車庫的遺跡。過去留置線與日本專賣公社小田原工場（之後的日本煙草產業公司小田原工場。2011年關閉）之間有貨物專用線進行貨運業務，1984年（昭和59年）廢止後保留軌道至今。
夜間，留置線會停放兩列4輛編成列車、兩列6輛編組列車、四列10輛編組列車，3號月台停放一列6輛編組列車。

## 利用狀況
2017年度1日平均上下車人次為3,917人，是小田急線內使用者最少的車站。
近年上下車人次、上車人次變化如下。
| 年度               | 1日平均 上下車人次 | 1日平均 上車人次 | 來源     |
| ------------------ | ------------------ | ---------------- | -------- |
| 1995年（平成07年） |                    | 1,464            | [ * 1 ]  |
| 1998年（平成10年） |                    | 1,311            | [ * 2 ]  |
| 1999年（平成11年） |                    | 1,309            | [ * 3 ]  |
| 2000年（平成12年） |                    | 1,322            | [ * 3 ]  |
| 2001年（平成13年） |                    | 1,363            | [ * 4 ]  |
| 2002年（平成14年） |                    | 1,325            | [ * 5 ]  |
| 2003年（平成15年） | 2,789              | 1,321            | [ * 6 ]  |
| 2004年（平成16年） | 2,875              | 1,363            | [ * 7 ]  |
| 2005年（平成17年） | 2,950              | 1,401            | [ * 8 ]  |
| 2006年（平成18年） | 3,012              | 1,433            | [ * 9 ]  |
| 2007年（平成19年） | 3,022              | 1,456            | [ * 10 ] |
| 2008年（平成20年） | 3,038              | 1,468            | [ * 11 ] |
| 2009年（平成21年） | 3,067              | 1,484            | [ * 12 ] |
| 2010年（平成22年） | 2,966              | 1,442            | [ * 13 ] |
| 2011年（平成23年） | 2.976              | 1,452            | [ * 14 ] |
| 2012年（平成24年） | 3,070              | 1,509            | [ * 15 ] |
| 2013年（平成25年） | 3,303              | 1,631            | [ * 16 ] |
| 2014年（平成26年） | 3,447              | 1,704            | [ * 17 ] |
| 2015年（平成27年） | 3,624              | 1,797            | [ * 18 ] |
| 2016年（平成28年） | 3,877              | 1,929            | [ * 19 ] |
| 2017年（平成29年） | 3,917              |                  |          |

## 車站周邊
小田急小田原線在車站北方與伊豆箱根鐵道大雄山線交會，該線在距離本站400公尺左右設有五百羅漢站與井細田站。鄰近白山神社以及以五百羅漢聞名的玉寶寺。
- 小田原市役所（日语：小田原市役所）
- 小田原市立醫院
- 神奈川縣警察（日语：神奈川県警察）小田原警察署（日语：小田原警察署）
- Maxvalu（日语：マックスバリュ東海）
- 小田原扇町郵便局
- 小田原久野郵便局
- 小田原市立白山中學校
- 小田原市立足柄小學校
- 日本煙草產業公司小田原工場跡遺跡

## 相鄰車站
小田急電鐵
 小田原線

■快速急行、■急行
通過
■各站停車
螢田（OH 45）－足柄（OH 46）－小田原（OH 47）

## 外部連結
- 足柄 - 小田急電鐵